# Hertogdom Saksen (1180-1296)
Het hertogdom Saksen was een hertogdom dat bestond van 1180 tot 1296 in het noordoosten van het Heilige Roomse Rijk.
Het gebied ontstond uit het oude hertogdom Saksen, dat na de val van Hendrik de Leeuw in 1180 uit elkaar gevallen was. Bernhard III van Saksen verkreeg het oostelijke deel van het oude hertogdom Saksen, maar stuitte op weerstand van de wereldlijke vorsten en graven, die meer autonomie wensten. Na zijn dood verkreeg Albrecht I van Saksen de titel en na diens dood in 1296 werd het gebied opgedeeld in twee hertogdommen: Saksen-Lauenburg en Saksen-Wittenberg.